# Ceramius nigripennis
Ceramius nigripennis är en stekelart som beskrevs av Henri Saussure 1854. Ceramius nigripennis ingår i släktet Ceramius och familjen Masaridae. Inga underarter finns listade.